# ボリエリアボア
ボリエリアボア（Bolyeria multocarinata）は、爬虫綱有鱗目ツメナシボア科ボリエリアボア属に分類されるヘビ。本種のみでボリエリアボア属を形成する。別名ボアモドキ。絶滅種。

## 分布
モーリシャス（ロンド島）

## 形態
全長100cm。

## 生態
ヤシ林の中で、地面に堆積した落ち葉の中に巣を作っていた。
食性は動物食で、トカゲを食べていたと考えられている。
繁殖形態は不明。

## 絶滅の経緯
森林伐採により、住処としていた枯れ葉が無くなってしまった事や人為的に持ちこまれたヤギ、アナウサギ等による生息地の破壊、さらには蛇は悪の象徴と考える宗教家達の目の仇にされた事による虐殺などにより、1975年を最後に絶滅したとされる。